# Waimanu
Waimanu es un género de pingüino primitivo que vivió poco después de la extinción masiva del Cretácico-Terciario. Su descubrimiento ayudó a apoyar la idea de que la radiación de las Neoaves (incluyendo a muchas de las aves modernas) tomó lugar poco antes de la extinción de los dinosaurios no avianos, o que esta debió de ser extremadamente rápida en términos geológicos. Estudios de ADN, como uno particularmente extenso hecho por Hackett y sus colegas, parecen indicar esto último. Aunque era un miembro temprano de los esfenisciformes (el orden que incluye a los modernos pingüinos), Waimanu era un ave no voladora como todos sus parientes modernos. Aunque los huesos de sus alas no muestran las especializaciones extremas que los modernos pingüinos poseen para su estilo de vida acuático, parecían bien adaptadas para el buceo propulsado por sus alas, y pudo haberse parecido a un somormujo no volador en la forma de cuerpo y tal vez a la gran alca en su manera de locomoción. Análisis de las secuencias de ADN y la anatomía indican una cercana relación entre los pingüinos y los somorgujos, siendo el primer linaje especializado en la propulsión mediante sus alas y el último para la propulsión mediante sus pies.
Descubierto en Nueva Zelanda en 1980, el nombre Waimanu viene del término maorí para "ave acuática". Se conocen dos especies, Waimanu manneringi, nombrada en honor a su descubridor Al Mannering, de mediados del Paleoceno hace cerca de 61 millones de años y el menor Waimanu tuatahi de finales del Paleoceno, quizás hace unos 58 millones de años. Ambas aparecieron en diferentes sedimentos de la Formación Waipara Greensand, al norte de Canterbury.